# Новости Нью-Йорка
«Новости Нью-Йорка» (англ. New York News) — американский драматический телесериал сценариста Мишель Эшфорд, который транслировался в Соединённых Штатах на канале CBS с 28 сентября по 30 ноября 1995 года.

## В ролях
- Грегори Харрисон в роли Джека Рейли
- Мелина Канакаредес в роли Анжелы Виллановой
- Мэдлин Кан в роли Нэн Чейз
- Келли Уильямс в роли Элли
- Энтони ДеСандо в роли Тони Амато
- Кевин Чемберлин в роли Виктора
- Джо Мортон в роли Митча Коттер
- Мэри Тайлер Мур в роли Луизы Фелкотт

## Сюжет
New York News — это история о нью-йоркском таблоиде, возглавляемый Луизой Фелкот, который борется за лидирующее место на крупнейшем газетном рынке США. Среди главных персонажей — Джек Рейли (Грегори Харрисон), журналист старой закалки, Анжела Вилланова (Мелина Канакаредес), молодая журналистка, которая была влюблена в Рейли, Нэн Чейз (Мэдлин Кан), обозреватель светской хроники, и Тони Амато (Энтони ДеСандо), ведущий спортивный обозреватель газеты.
Главный редактор, Луиза Фелкотт (Мэри Тайлер Мур), по прозвищу «Дракон», руководит всеми этими разными и талантливыми членами коллектива. Непосредственным их начальником, управляющим редактором, является Митч Коттер (Джо Мортон). Из-за сокращения бюджета, владельцами газеты были предприняты попытки продать её, в связи с чем Коттер перенёс сердечный приступ в ранних эпизодах.
Мур, как сообщается, была очень недовольна тем, каким был изображён в картине её персонаж — жёсткая, несимпатичная и не обаятельная женщина.

## Приём
Показ сериала был прекращён после 13 серий. Актриса Мэри Мур была недовольна постановкой и тем, как был изображён её персонаж. Из-за низких рейтингов сериала, CBS решил отменить показ сериала. Несмотря на то, что показ сериала был отменён, Мур, которая вела переговоры о прекращении своего контракта с телевещательной компанией, осталась в штате.
Несмотря на отмену показа, сериал был номинирован Американским обществом специалистов по кастингу (CSA) на премию «Лучший телевизионный актёрский состав» в 1996 году.